# Laura Laune
Laura Laune (Saint-Ghislain, 5 juli 1986), is een Belgische zangeres, muzikante, actrice en komiek.

## Biografie

### Jeugd en opleiding
Laura Laune, dochter van een arts, werd op 5 juli 1986 geboren in Saint-Ghislain, Wallonië. Om haar verlegenheid te overwinnen, schreven haar ouders haar op 10-jarige leeftijd in voor een toneelcursus en op 11-jarige leeftijd ging ze naar de academies van Wasmes en La Bouverie in België, waar ze ook klassieke dans en pianolessen volgde. Ze behaalde haar diploma architectuur in 2009, na vijf jaar studie aan de Université libre de Bruxelles; daarna gaf ze les in technisch tekenen en techniek voor lassers en betonwerkers aan het provinciaal lyceum van Hornu-Colfontaine, wat haar enkele jaren later inspireerde tot een schets: "Ik wilde actrice worden, zonder erin te geloven. Ik gaf les in architectuur aan een vakschool, in een metselklas, terwijl ik bleef gieten". In 2011 studeerde ze af met een aanvullende master in onderwijs.
In 2011 werd ze gecast in Farid Omri 's toneelstuk Couscous aux lardons in Parijs, "dat ik tweehonderd keer heb opgevoerd", zegt ze. "Het was geweldig om deze stad te ontdekken en elke avond op te treden! Maar door andermans materiaal te spelen kreeg ik het gevoel dat ik dingen half deed. Dus begon ik met het schrijven van een sketch en daarna een hele show".

## Discografie
- 2020 : Le meilleur de moi

## Filmografie

### Film
- 2020 : Brutus vs César : Aula
- 2020 : Lucky
- 2023 : Veuillez nous excuser pour la gêne occasionnée : Cindy

### Televisie
- 2018 : Duos impossibles de Ferrari